# Conrad Felixmüller
Conrad Felixmüller, né le 21 mai 1897 à Dresde et mort le 24 mars 1977  à Berlin-Zehlendorf, est un peintre et graveur expressionniste allemand, parfois rattaché à la Nouvelle Objectivité.

## Biographie
Conrad Felixmüller poursuit d'abord des études de musique (1911) avant d'étudier à l'Académie des Beaux-Arts de Dresde à l'automne 1912. Il est à la fois un peintre et un militant politique, membre du Parti communiste d'Allemagne (KPD) de 1919 à 1924. Ses peintures traitent souvent des réalités sociales de la république de Weimar.
Mentor du peintre expressionniste allemand Otto Dix, il fonde avec lui le Groupe 1919 de la Sécession de Dresde.
En 1936, le régime nazi le dénonce comme peintre de l'art dégénéré. Il est expulsé de Berlin et 150 de ses œuvres sont détruites par les nazis.
De 1949 à 1962, il enseigne à l'Université de Halle.

## Œuvres
- Mort du poète Walter Rheiner, 1925. Huile sur toile 180 x 115 cm, fondation Robert Gore Rifkind, Beverly Hills
- Soldat dans un asile , 1918

Une partie de ses œuvres est exposée au Musée national germanique de Nuremberg.